# Алекса Терзич
Алекса Терзич (серб. Алекса Терзић/Aleksa Terzić, нар. 17 серпня 1999, Белград) — сербський футболіст, лівий захисник австрійського клубу «Ред Булл» (Зальцбург) і національної збірної Сербії.

## Клубна кар'єра
Народився 17 серпня 1999 року в Белграді. Вихованець футбольної школи клубу «Црвена Звезда». Дорослу футбольну кар'єру розпочав 2018 року в основній команді того ж клубу, в якій провів один сезон, взявши участь у 2 матчах чемпіонату. 
Влітку 2019 року юного сербського захисника запросила до своїх лав італійська «Фіорентина». У сезоні 2019/20 провів дві гри у Серії A, після чого для отримання ігрової практики був відданий в оренду до друголігового «Емполі», де був основним гравцем захисту команди.
Влітку 2021 року повернувся до «Фіорентини».

## Виступи за збірні
2015 року дебютував у складі юнацької збірної Сербії (U-17), загалом на юнацькому рівні взяв участь у 20 іграх, відзначившись одним забитим голом.
Протягом 2018–2019 років залучався до складу молодіжної збірної Сербії. На молодіжному рівні зіграв у 8 офіційних матчах, забив 1 гол.
Влітку 2021 року дебютував в офіційних матчах у складі національної збірної Сербії.
| Дата      | Місто     | Господарі | Результат | Гості  | Турнір                               | Голи | Примітки |
| --------- | --------- | --------- | --------- | ------ | ------------------------------------ | ---- | -------- |
| 6-6-2021  | Мікі      | Сербія    | 1 – 1     | Ямайка | товариський матч                     | -    |          |
| 11-6-2021 | Кобе      | Японія    | 1 – 0     | Сербія | товариський матч                     | -    |          |
| 24-3-2022 | Будапешт  | Угорщина  | 0 – 1     | Сербія | товариський матч                     | -    | 65'      |
| 9-6-2022  | Стокгольм | Швеція    | 0 – 1     | Сербія | Ліга націй УЄФА 2022-2023 - 1-й етап | -    | 63'      |
| Усього    |           | Матчів    | 4         |        | Голів                                | 0    |          |